# Preston Foster

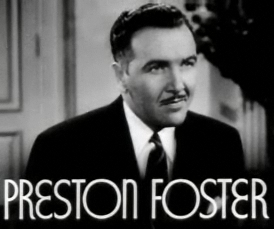
Preston Foster i en filmtrailer.

Preston Foster, född 24 augusti 1900 i Pitman, New Jersey, död 14 juli 1970 i La Jolla, Kalifornien, var en amerikansk skådespelare, och i mindre skala sångare.

## Filmografi
- 1932 – Jag är en förrymd kedjefånge
- 1935 – Annie Oakley
- 1935 – Angivaren
- 1941 – Gift i misshugg
- 1942 – Flygets käcka gossar
- 1943 – Hans vän 'Flicka'
- 1947 – Hämndens herre